# Roodpoottinamoe
De roodpoottinamoe (Crypturellus erythropus) is een vogel uit de familie tinamoes (Tinamidae). De wetenschappelijke naam van de soort is voor het eerst geldig gepubliceerd in 1863 door Pelzeln.

## Beschrijving
De roodpoottinamoe wordt 27–32 cm groot. Het heeft een bruine rug, grijze borst en vaalgele buik. De rug is bij mannetjes zwart gestreept, maar dit is bij de vrouwtjes amper zichtbaar. Hij heeft roze tot rode poten.

## Voedsel
De roodpoottinamoe eet slakken, insecten, zaden en bessen.

## Voorkomen
De soort komt  voor in het noorden van Zuid-Amerika en telt zeven ondersoorten:
- C. e. cursitans: noordelijk Colombia en noordwestelijk Venezuela.
- C. e. idoneus: noordoostelijk Colombia en noordwestelijk Venezuela.
- C. e. columbianus: het noordelijke deel van Centraal-Colombia.
- C. e. saltuarius: Magdalena (het noordelijke deel van Centraal-Colombia).
- C. e. spencei: noordelijk Venezuela.
- C. e. margaritae: Margarita (nabij Venezuela).
- C. e. erythropus: van oostelijk Venezuela tot noordoostelijk Brazilië.

## Beschermingsstatus
Op de Rode Lijst van de IUCN heeft de soort de status niet bedreigd.